# Haustorium (houby)

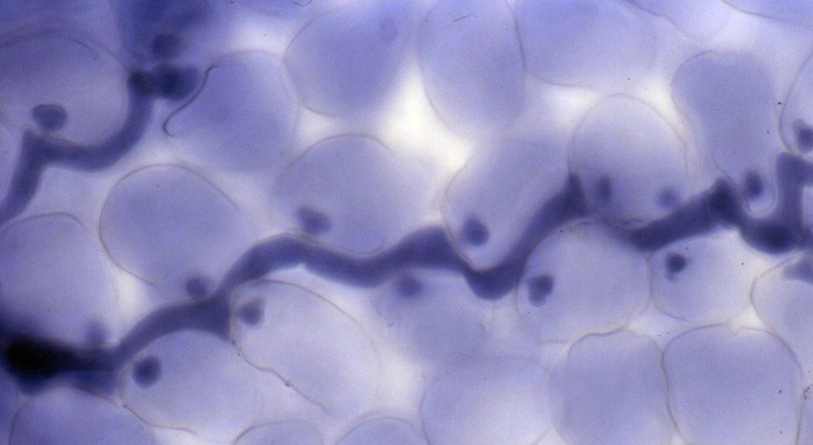
Houbová vlákna a haustoria houby Hyaloperonospora parasitica, která rostou v pletivu rostliny huseníček rolní (Arabidopsis thaliana). Haustoria jsou na tomto obrázku drobné kulovité (ve skutečnosti rozvětvené) objekty, které odbočují z hlavní hyfy.

Haustorium (plurál haustoria) je vrchol houbového vlákna, který prostupuje tkání hostitele a slouží k nasávání živin. Vzniká větvením tzv. průnikové (penetrační) hyfy, která někdy mívá jen opornou funkci. Haustoria vznikají z terčíku (appresoria) na povrchu buňky hostitele, nepronikají skrz buněčné membrány – tento proces se dá přirovnat k noření prstů do nafouknutého balónku. Haustoria má například padlí. 
Haustoria vznikají přeměnou houbových vláken. Mezi další metamorfózy vláken patří rhizoidy (kořínky), thalorhizy (myceliové provazce), syrocium (blanitý útvar), rhizomorfy, sklerocia a podobně. 